# ارنست کناوی
ارنست کناوی (انگلیسی: Ernest Kennaway؛ زاده ۲۳ مه ۱۸۸۱ درگذشته ۱ ژانویهٔ ۱۹۵۸) یک دانشمند در زمینه آسیب‌شناسی اهل بریتانیا بود.